# Solanum pseudolulo

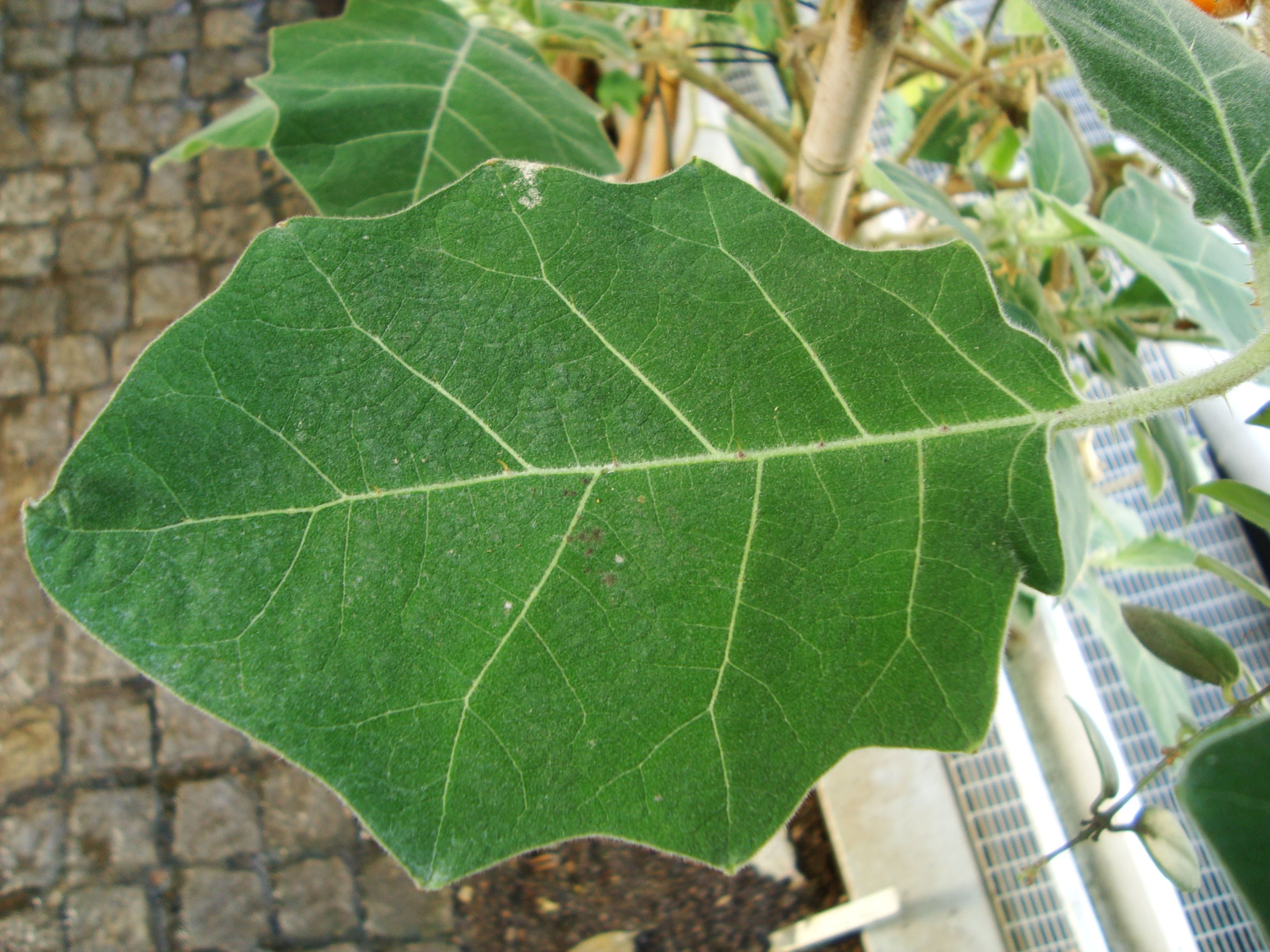
Blatt

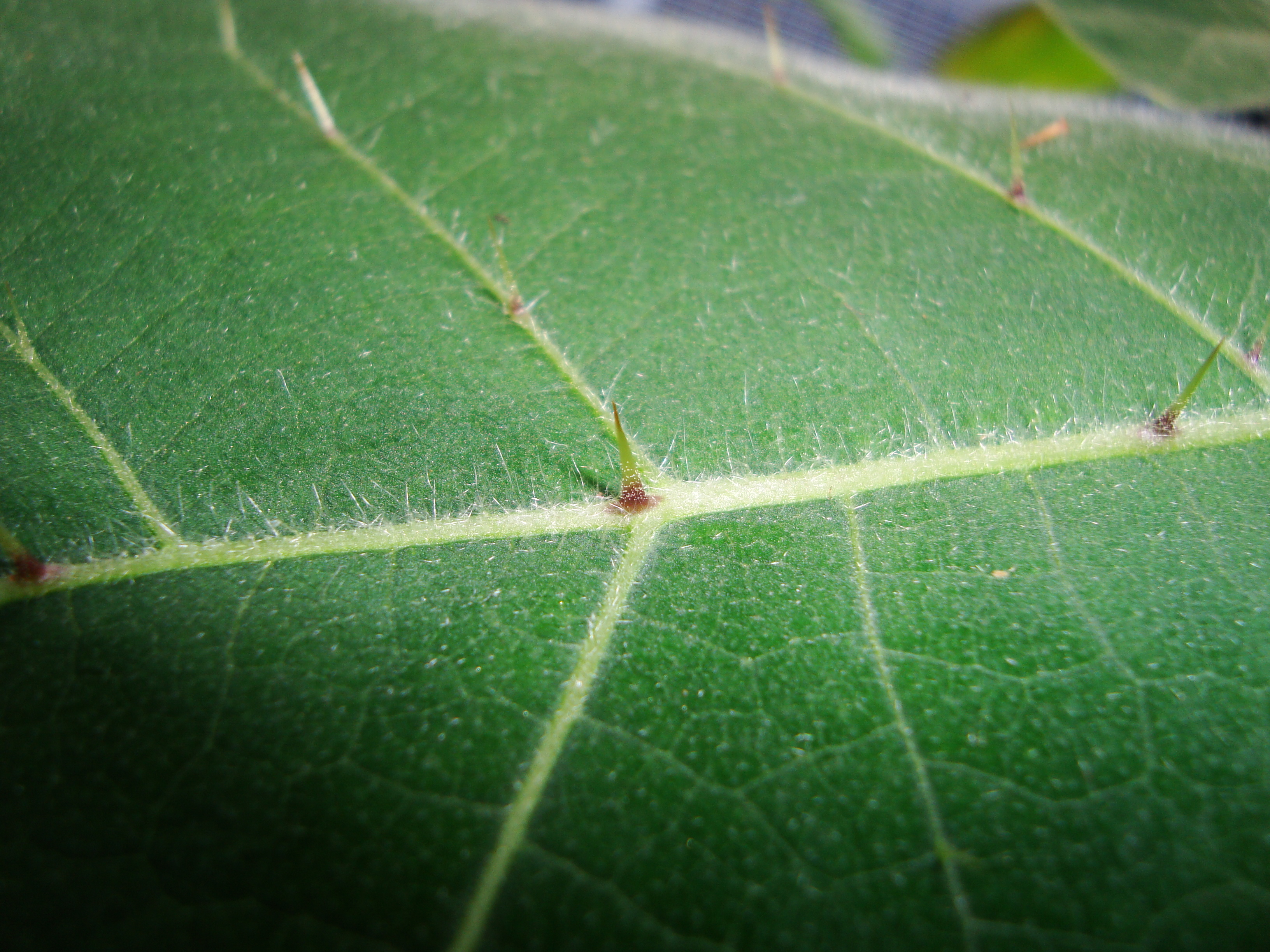
Blattdetail

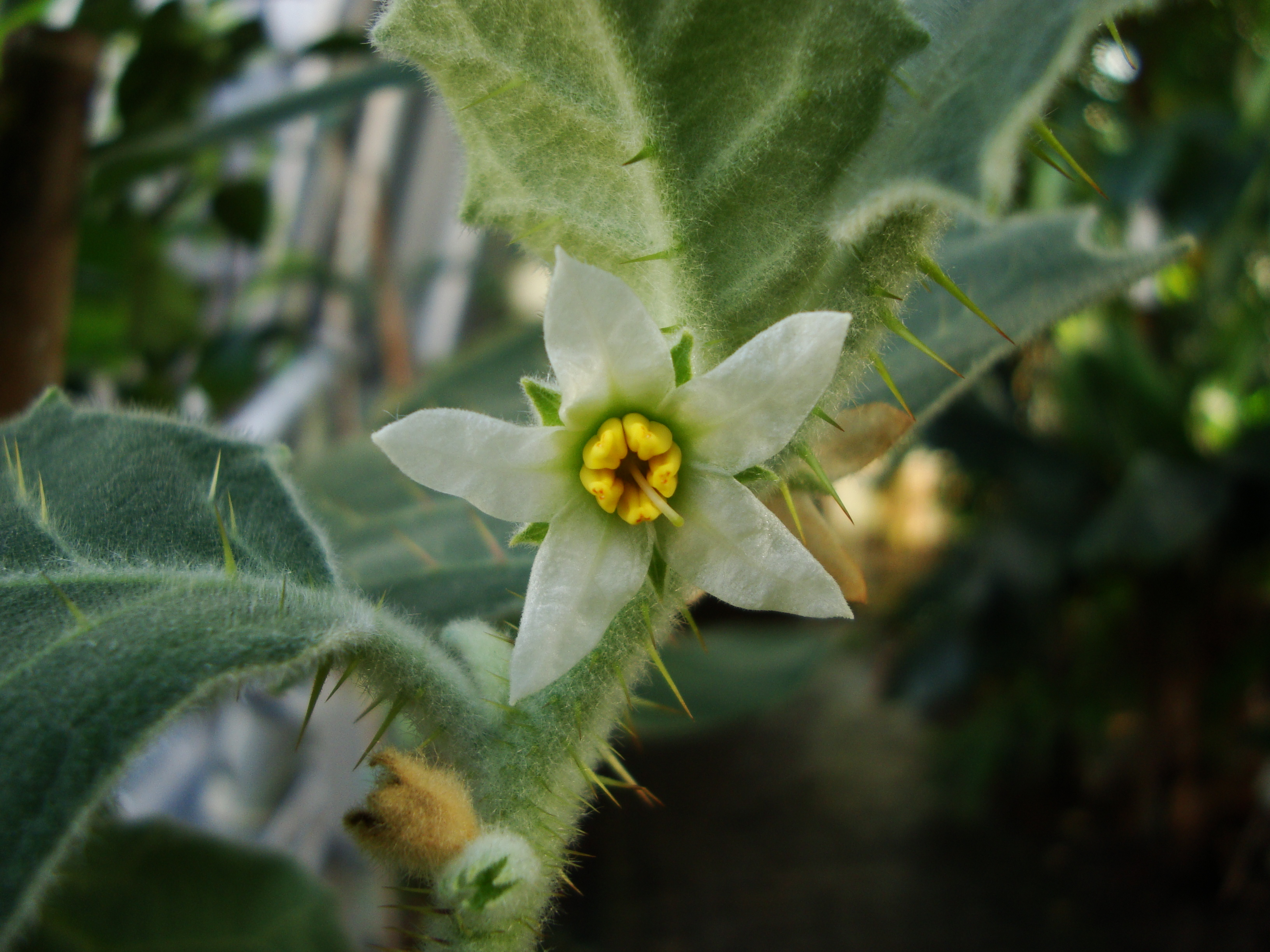
Blüte

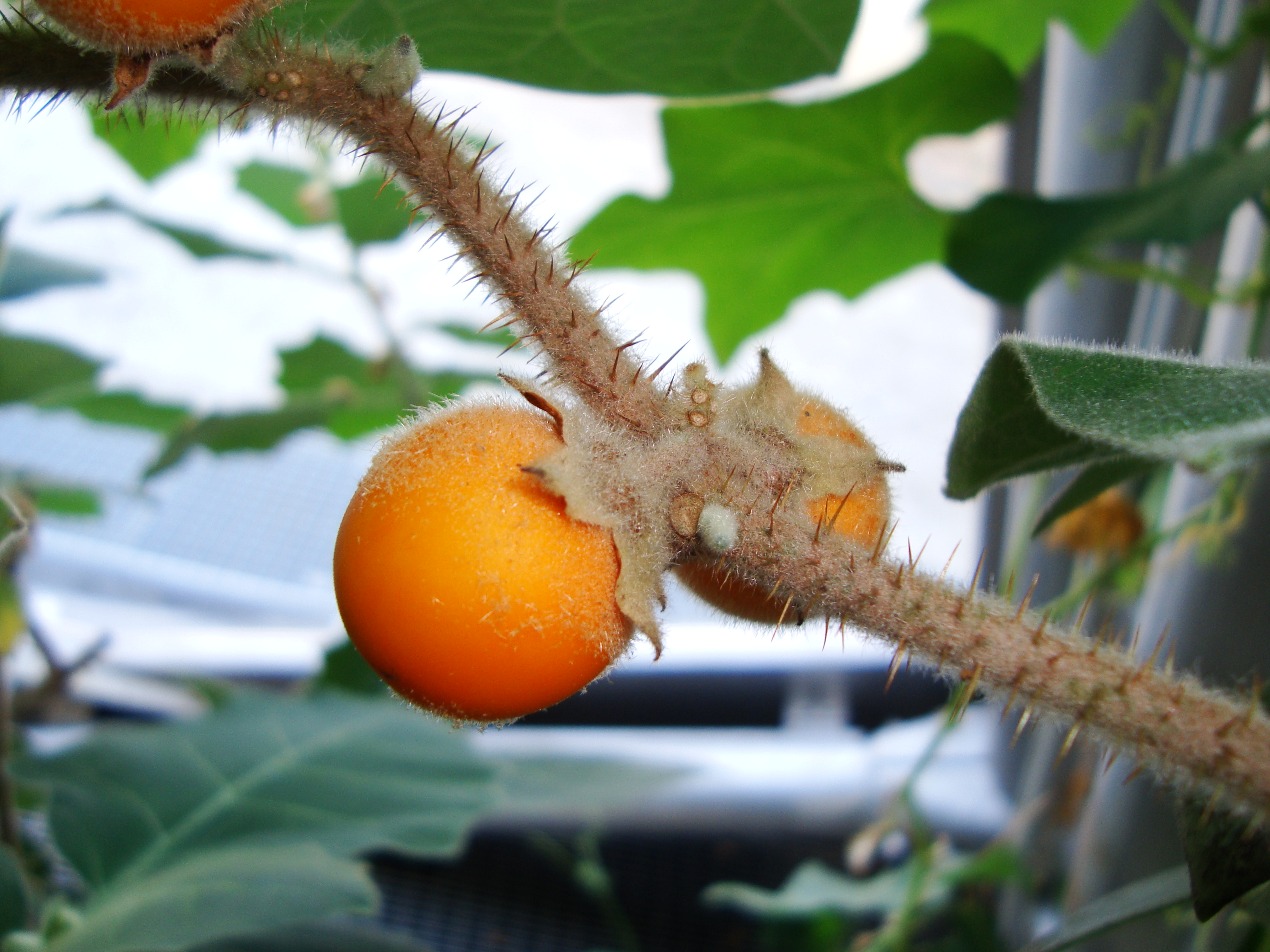
Früchte

Solanum pseudolulo ist eine Pflanzenart aus der Gattung der Nachtschatten (Solanum). Innerhalb der Gattung wird sie in die Untergattung Leptostemonum eingeordnet, die sich vor allem durch die auffälligen Stacheln auszeichnet. Die Art kommt hauptsächlich in Kolumbien vor, wo aus den Früchten Saft gewonnen wird.

## Beschreibung

### Vegetative Merkmale
Solanum pseudolulo ist eine aufrecht oder kriechend wachsender, ausdauernder Halbstrauch, der eine Höhe von 0,5 bis 1,5 m erreicht. Die Sprossachse ist mit 5 bis 10 mm langen, nadelförmigen Stacheln bewehrt, die sehr dicht stehen können und gelegentlich drüsig sind. Weiterhin ist die Sprossachse mit sternförmigen Trichomen besetzt, die langstielig, kurzstielig oder auch aufsitzend sein können. Die Trichomstiele können dabei eine Länge von 0,5 bis 2,5 mm erreichen, die fünf bis acht Seitenstrahlen werden 0,7 bis 1,5 mm lang. In der Mitte sitzende Trichomspitzen können so lang wie die Seitenstrahlen oder etwas länger werden.
Die paarweise stehenden Laubblätter sind für die Sektion Lasiocarpa vergleichsweise klein: Die Blattspreiten sind 9 bis 30 (selten bis 35) × 7 bis 25 cm lang, meist 1 bis 1,3 mal so lang wie breit. Sie sind breit eiförmig oder elliptisch geformt und relativ dünn. Der Rand ist grob drei- bis vierfach gezähnt, die Zähne sind dreieckig oder abgeflacht dreieckig. Die abgerundeten Spitzen der Blattlappen bilden die Enden der Seitenvenen. Die Bögen zwischen den Blattlappen sind meist ganzrandig. Die Blattoberseite scheint mit einfachen Trichomen besetzt, dies sind jedoch meist aufsitzend sternförmige Trichome mit auf 1,5 bis 3 mm verlängerten Mittelspitzen und zwei bis sechs sehr kurzen (0,1 bis 0,3 mm) Seitenstrahlen. Die Blattunterseite ist mit aufsitzenden und bestielten sternförmigen Trichomen weißlich, filzig behaart. Die Behaarung der 1,5 bis 10 cm langen Blattstiele gleicht der Behaarung der Sprossachse. Die Blattstiele, die Mittelvene und die pro Blatthälfte drei bis fünf Seitenvenen sind mit Stacheln bewehrt. Diese sind meist größer als die Stacheln der Sprossachsen, stehen aber auch weiter voneinander entfernt. Sie erreichen Längen von 15 mm und sind an der Basis bis zu 3 mm breit.

### Blütenstände und Blüten
Die meist gegenüber den Blättern stehenden, unverzweigten Blütenstände sind meist aufsitzend und bestehen aus sechs bis neun Blüten, die an einer bis zu 0,5 cm langen Blütenstandsachse stehen. Diese ist auf der Unterseite dicht mit sternförmigen Trichomen besetzt, Stacheln fehlen. Die Blütenstiele sind 2 bis 7 mm lang und verlängern sich bei Fruchtreife nur leicht auf maximal 10 mm. Die äußeren Blüten eines Blütenstandes besitzen meist nur kurze, sterile Griffel.
Die Blüten besitzen einen breit glockenförmigen Kelch, dessen Durchmesser 8 bis 10 mm beträgt. Die Kelchröhre hat eine Länge von 4 bis 8 mm, die mit einer markanten Mittelvene versehenen Kelchzipfel sind 4 bis 8 × 4 bis 5 mm groß. Letztere sind eiförmig oder dreieckig, oftmals etwas zugespitzt, aufrecht oder abgespreizt stehend, auf der Rückseite wollig mit sternförmigen Trichomen besetzt. Die weiße, sternförmige und dünnwandige Krone hat einen Durchmesser von 2 bis 3,5 cm und ist 10 bis 12 mm lang. Die eiförmig-lanzettlichen Kronzipfel sind 12 bis 15 × 4 bis 6 mm groß, zugespitzt, auf der Rückseite dicht mit sternförmigen Trichomen besetzt, auf der Innenseite unbehaart.
Die Staubblätter bestehen aus kaum 1 mm langen Staubfäden, die zu einer Röhre verwachsen sind und keinen freistehenden Teil besitzen. Die gelben, 3,5 bis 5,5 × 1,5 bis 2 mm großen Staubbeutel sind länglich-verjüngt, besitzen eine stumpfe Spitze und sind zusammengeneigt oder nach außen gerichtet. Sie öffnen sich durch kleine, nach oben und außen gerichtete Poren.
Der Fruchtknoten ist dicht behaart. Der unbehaarte, zylindrische Griffel ist in zwittrigen Blüten 5 × 0,5 mm groß und überragt die Staubbeutel um 1 bis 2 mm. Die Narbe ist abgestumpft bis kopfförmig.

### Früchte und Samen
Je Blütenstand entwickeln sich ein bis drei Früchte, die bei Reife orange oder gelb-orange, kugelförmig und 2 bis 4 cm groß sind. Das Fruchtfleisch ist gelb bis hellorange. Unreife Früchte sind rauhaarig mit aufsitzenden, sternförmigen Trichomen besetzt, deren Mittelspitzen 0,5 bis 2,5 mm und deren 5 bis 15 Seitenstrahlen 0,1 bis 0,3 mm lang sind. Bis zur Fruchtreife werden die Früchte jedoch kahl.
Die Früchte enthalten zahlreiche linsenförmige Samen, die eine Größe von 2,2 bis 2,5 × 2 mm besitzen. Der äußere Rand ist eiförmig bis breit eiförmig, die Oberfläche ist fein gekörnt und gelb oder hellbraun gefärbt.

### Sonstige Merkmale
Der Chromosomensatz ist diploid mit {\displaystyle 2n=24}.

## Verbreitung und Standorte
Die Art ist hauptsächlich in Kolumbien beheimatet, dort ist sie in und um die Anden in Höhenlagen zwischen 200 und 2.000 m zu finden. Das Verbreitungsgebiet erstreckt sich von Antioquia und Santander bis nach Valle del Cauca und Huila. Gelegentlich sind auch Pflanzen in Ecuador zu finden; ob sie dort wild vorkommen, ist nicht bekannt.
Die Pflanzen wachsen als Unkraut an Weiden, Straßenrändern und anderen gestörten Standorten sowie in offenen Savannen und in Dickichten entlang von Flussufern. Sie bevorzugen volle Sonne, teilweise auch Halbschatten und mäßig feuchte bis trockene Böden.

## Systematik
Solanum pseudolulo gehört zur Sektion Lasiocarpa der Untergattung Leptostemonum in der Gattung der Nachtschatten (Solanum). Phylogenetische Untersuchungen bestätigen die Einordnung in die Lasiocarpa- beziehungsweise Leptostemonum-Klade. Zu den nächsten Verwandten gehören Solanum candidum, Solanum hyporhodium, Solanum lasiocarpum, Solanum felinum, Solanum quitoense, Solanum repandum und Solanum vestissimum.

## Verwendung
Die Früchte von Solanum pseudolulo werden in Kolumbien häufig geerntet und gegessen oder zu Saft verarbeitet. Der Geschmack variiert zwischen herb und schmackhaft bis hin zu relativ geschmacklos. Teilweise wird die Frucht gegenüber der „echten Lulo“ (Solanum quitoense) bevorzugt, andererseits werden sie auf Märkten kaum unterschieden. Die Pflanzen werden nicht kultiviert, jedoch als wildwachsende Pflanzen in Gärten und an Feldern toleriert. Die lokalen Namen für die Pflanze lauten „lulo común“ oder „lulo de perro“.

## Botanische Geschichte
Die Art wurde erst 1968 durch Charles Bixler Heiser erstbeschrieben, was relativ verwunderlich ist, da das Verbreitungsgebiet in einem relativ stark besiedelten Gebiet Kolumbiens liegt. Das Art-Epitheton weist auf die starke Ähnlichkeit zur Lulo (Solanum quitoense) hin.